# Rebatida extrabase
No beisebol, uma rebatida extrabase (extra base hit; EB, EBH ou XBH) é qualquer rebatida na qual o rebatedor é capaz de avançar pela primeira base sem o benefício de um defensor ou cometendo um erro ou optando por fazer um lançamento para retirar outro corredor de base (ver escolha do defensor). As rebatidas extrabase não costumam ser enumeradas separadamente em tabelas de estatísticas do beisebol, mas são facilmente determinadas calculando o total cumulativo de duplas, triplas e home runs de um batedor.